# De Duivelsklauw
De Duivelsklauw is het 130e stripverhaal van Nero in de collectie De avonturen van Nero & Co. De reeks wordt getekend door striptekenaar Marc Sleen. De Standaard/Het Nieuwsblad publiceerden voorpublicaties tussen 14 oktober 1994 en 8 oktober 1995.

## Hoofdrollen
- Nero
- Angèle, de engelbewaarder
- Madam Nero
- Professor Adhemar
- Petoetje
- Petatje
- Madam Pheip
- Ricardo
- Geeraard de Duivel
- Kapitein Oliepul
- Abraham Tuizentfloot
- Meneer Pheip
- Detective Van Zwam (enkel op wafelenbak)
- Jan Spier (enkel op wafelenbak)

## Plot
Op een dag krijgt Nero bezoek van zijn engelbewaarder, Angèle. Zij redt zijn leven wanneer hij zonder kijken de staat oversteekt en wanneer Ricardo hem definitief probeert uit te schakelen. Ook wanneer hij samen met Geraard de Duivel een plan bedisselt, steekt Angèle er een stokje voor. Eveneens wanneer hij bijna neerstort met de raket van Professor Adhemar en wanneer Ricardo hem gekneveld in de zee gooit, samen met Kapitein Oliepul. Uiteindelijk komt alles goed en eindigt het verhaal met de traditionele wafelenbak.

## Achtergronden bij het verhaal
- In strook 110 verwijst Nero naar (De Erfenis van Nero), het album waarin hij nog in de ring heeft gestaan tegen Joe Louis.